# Orculella ignorata
Orculella ignorata is een slakkensoort uit de familie van de Orculidae. De wetenschappelijke naam van de soort is voor het eerst geldig gepubliceerd in 1996 door Hausdorf.